# PSMG1
PSMG1‏ (Proteasome assembly chaperone 1) هوَ بروتين يُشَفر بواسطة جين PSMG1 في الإنسان.